# Chariesthes argentea
Chariesthes argentea là một loài bọ cánh cứng trong họ Cerambycidae.